# Anna Morpurgo Davies
Anna Elbina Morpurgo Davies (Milán, 21 de junio de 1937-Oxford, 27 de septiembre de 2014) fue una destacada filóloga y lingüista italiana, reconocida internacionalmente por sus contribuciones a la lingüística comparada y la filología. Morpurgo Davies dejó huella en el estudio del griego antiguo y las lenguas anatolias.

## Biografía
Morpurgo Davies, la menor de cuatro hijos, nació en Milán en una familia de ascendencia judía. Su padre, Augusto Morpurgo, perdió su trabajo debido a las leyes raciales de Mussolini en 1938, y falleció en 1939 mientras intentaba asegurar un salvoconducto para la familia hacia Argentina. Sobreviviendo en Roma durante la Segunda Guerra Mundial, Morpurgo Davies demostró valentía, inteligencia y un fuerte sentido familiar desde temprana edad.
Después de obtener su doctorado en lineal B en la Universidad de Roma La Sapienza, se convirtió en asistente del filólogo Carlo Gallavotti y se embarcó en la creación del primer léxico de micénico, un dialecto temprano del griego utilizado en los textos en lineal B. Publicado en 1963, este trabajo se convirtió en una obra de referencia durante décadas.
Morpurgo Davies se trasladó a Washington D. C. en 1961, donde conoció al historiador John Kenyon Davies, con quien se casó en 1962. A su regreso a Oxford en 1964, fue nombrada profesora de filología comparada, convirtiéndose en una de las pocas mujeres profesoras en la época. En 1971, asumió la cátedra de filología comparada, siendo también miembro del Somerville College.
Su carrera académica abarcó un amplio espectro de temas, desde la morfología comparada hasta la lingüística histórica y la decodificación del luvita jeroglífico. Además, contribuyó significativamente al estudio de la historia de la lingüística, especialmente del siglo xix. Su brillantez académica fue reconocida internacionalmente con honores, incluyendo el título de Dama Comendadora de la Orden del Imperio Británico (DBE) en el año 2000, un reconocimiento a su labor en la filología y la lingüística.
Morpurgo Davies se retiró en 2004, pero continuó siendo una figura activa en su campo hasta su fallecimiento en Oxford el 27 de septiembre de 2014. Su legado perdura tanto en sus escritos como en la influencia que tuvo como mentora y maestra, dejando una profunda huella en la lingüística y la filología.

## Obras
Entre sus obras más destacadas se encuentra un léxico de micénico publicado en 1963, que se convirtió en una referencia fundamental en el estudio del griego antiguo. Además, su contribución al volumen IV de History of linguistics, editado por el académico Giulio Lepschy, se centra en la lingüística comparada e histórica indoeuropea en Europa y Estados Unidos.
Su interés en la historia de la lingüística se materializó en el libro La linguistica dell'Ottocento, publicado por la editorial Il Mulino.
La obra Indo-European Perspectives por el lingüista John H. W. Penney et al. es un homenaje a Morpurgo Davies por parte de cuarenta y dos destacados académicos internacionales de la filología comparada indoeuropea y la lingüística.

#### Periódicos y publicaciones
- MacKert, Michael (1999). «Anna Morpurgo Davies». Journal of Linguistics (en inglés) (35.3): 632. Consultado el 16 de noviembre de 2023. (requiere suscripción).

#### En línea
1. 1 2 3 4 5  «Anna Morpurgo Davies, 21.6.1937 - 27.9.2014». Somerville College (en inglés). 28 de septiembre de 2014. Archivado desde el original el 15 de octubre de 2014. Consultado el 11 de abril de 2015.
2. ↑  Andreas Willi (9 de octubre de 2014). «Anna Morpurgo Davies obituary». The Guardian (en inglés). Guardian News and Media Limited. Archivado desde el original el 11 de abril de 2015. Consultado el 11 de abril de 2015.
3. ↑  Donald MacLeod (30 de diciembre de 2000). «Honours for art, science - and student fees». The Guardian (en inglés). Guardian News and Media Limited. Archivado desde el original el 9 de mayo de 2014. Consultado el 11 de abril de 2015.
4. ↑  «Università: è morta Anna Morpurgo, filologa di Oxford». SassariNotizie (en italiano). Iniziative Editoriali S.r.l. 29 de septiembre de 2014. Archivado desde el original el 13 de octubre de 2014. Consultado el 11 de abril de 2015.
5. ↑  «Linguist List 16.3647». The Linguist List (en inglés). Lindsay Butler, ed. 22 de diciembre de 2005. Archivado desde el original el 22 de octubre de 2014. Consultado el 11 de abril de 2015.

- Datos: Q562554